# カルロス・ポンセ
カルロス・アントニオ・ポンセ・ディアス（Carlos Antonio Ponce Diaz , 1959年2月7日 - ）は、プエルトリコ出身の元プロ野球選手（外野手）、YouTuber。

## 経歴

### ブルワーズ時代
1982年にミルウォーキー・ブルワーズと契約。1985年8月14日にメジャーデビューし、21試合に出場。

### 大洋時代
翌1986年はメジャー登録40人枠から外れたが、それを知った横浜大洋ホエールズスカウトの牛込惟浩に口説かれ、入団を決めて来日。口ひげを生やしており、その容姿が当時人気だったゲームソフト『スーパーマリオブラザーズ』のマリオに似ていたため、「マリオ」、あるいは「ポンちゃん」と呼ばれた。
来日した1986年には、俊足選手を好んだ当時の大洋監督・近藤貞雄から重用され、高木豊・加藤博一・屋鋪要のスーパーカートリオに続く4番を務める。彼と同じく俊足で主に5番を打ったダグ・ローマンも合わせて「フリーウェイクインテット」と呼ばれ、賞賛された。同年は打率.322、27本塁打、105打点、18盗塁と素晴らしい活躍を見せたが、阪神タイガースのランディ・バースが前年に続いて三冠王となったため、無冠に終わった。
守備面では当初、三塁手として起用されていたが、送球難と拙守で、シーズン27失策（三塁手として17失策）を記録。もともとは一塁手であり、マイナー時代にも三塁手としては31試合（11失策）出場したことがあるだけだった。そのため、シーズン中盤に当時一塁手だった田代富雄が故障離脱すると、二塁手の山下大輔が三塁に回り、一塁を守るようになった。さらに外野手の加藤博一も離脱したため、外野へ回り、翌1987年からは正式に転向した。
1987年は打率.323、35本塁打、98打点とこれまた大活躍し、念願の打点王を獲得。ベストナインにも選ばれた。また、159安打はこのシーズンの最多安打。
1988年はオールスターゲームに出場。シーズン33本塁打、102打点で、初となる本塁打王のタイトルを獲得。並びに2年連続で打点王、ベストナインに選ばれた。

また、この年に加入したシュアな打撃のジム・パチョレックとのクリーンアップは「PP砲」とも呼ばれて優良な外国人選手としてファンから愛された。
しかし、30代を迎えた1989年は主に動体視力の低下(遠視の悪化)から三振が急増した為、シーズン途中から眼鏡をかけて出場する様になり、最多二塁打・三塁打は記録したが、4番打者としては物足りない成績に終わる。さらに翌1990年はジョーイ・マイヤーの入団で二軍生活が長くなり、同年限りで退団。

### 現役引退後
引退後はマイナーリーグのコーチやフロリダ・マーリンズのスカウト、アメリカ合衆国フロリダ州で大型トラック運転手や少年野球スクールの主催などを行っていたが、古巣への愛は消えていないようで、1998年の横浜ベイスターズ優勝時にはお祝いのメッセージを送っている。
大洋時代、ノーヒットで家に帰ってくると妻はピザしか出さず、ヒットを1本打つごとにピザ以外のおかずが増えていって、猛打賞で帰ってくると凄いご馳走だったとこぼしていたが、2020年のインタビュー記事では、1987年シーズン中に妻が言ったジョークだったことを明かしている。
温厚な性格で知られるが、1989年5月21日・阪神戦でこの日3死球目を御子柴進から受けた際には珍しく激昂し殴りかかって退場。村山実監督がポンセに対して猛烈に抗議した。次の試合（広島戦）で100本塁打を達成した。
2015年6月7日、DeNA対西武戦前の「レジェンドOB1打席対決」のために来日し、鹿取義隆（西武移籍前に在籍した巨人時代に幾度となく対戦）からレフト前ヒットを放って後輩達を激励した。
2017年11月23日、横浜スタジアムで改修工事が始まるのを記念して開催された「ハマスタレジェンドマッチ」のために再来日。TEAM YOKOHAMA軍の3番三塁でスタメン出場。2打数2安打、うち1本はライト線に先制打となるタイムリー二塁打をマークした。同月25日に横須賀スタジアムで開催された横浜DeNAベイスターズのファン感謝イベントである「ファンフェスティバル2017」のメインイベント「バラエティキックベースボール」のスペシャルゲストとしても登場した。
2019年3月12日、日本向けのYouTubeチャンネルを開設し、YouTuberとして活動開始。自身が今も野球に携わっていることを日本のファンに伝えるために開設したと語っており、「ポンセの野球レッスン」をメインコンテンツとしている。

### 台湾時代
2020年、台湾プロ野球・CPBL（中華職業棒球大聯盟）に再加盟した味全ドラゴンズの打撃コーチに就任した。

## 詳細情報

### 年度別打撃成績
| 年 度    | 球 団    | 試 合 | 打 席 | 打 数 | 得 点 | 安 打 | 二 塁 打 | 三 塁 打 | 本 塁 打 | 塁 打 | 打 点 | 盗 塁 | 盗 塁 死 | 犠 打 | 犠 飛 | 四 球 | 敬 遠 | 死 球 | 三 振 | 併 殺 打 | 打 率 | 出 塁 率 | 長 打 率 | O P S |
| -------- | -------- | ----- | ----- | ----- | ----- | ----- | -------- | -------- | -------- | ----- | ----- | ----- | -------- | ----- | ----- | ----- | ----- | ----- | ----- | -------- | ----- | -------- | -------- | ----- |
| 1985     | MIL      | 21    | 66    | 62    | 4     | 10    | 2        | 0        | 1        | 15    | 5     | 0     | 0        | 1     | 2     | 1     | 0     | 0     | 9     | 4        | .161  | .169     | .242     | .411  |
| 1986     | 大洋     | 128   | 526   | 469   | 79    | 151   | 29       | 4        | 27       | 269   | 105   | 18    | 12       | 0     | 7     | 45    | 10    | 5     | 64    | 9        | .322  | .382     | .574     | .956  |
| 1987     | 大洋     | 130   | 550   | 492   | 75    | 159   | 31       | 4        | 35       | 303   | 98    | 9     | 2        | 0     | 4     | 46    | 16    | 8     | 73    | 5        | .323  | .387     | .616     | 1.003 |
| 1988     | 大洋     | 130   | 557   | 497   | 79    | 145   | 25       | 6        | 33       | 281   | 102   | 5     | 5        | 0     | 6     | 49    | 3     | 5     | 69    | 12       | .292  | .357     | .565     | .923  |
| 1989     | 大洋     | 130   | 562   | 512   | 69    | 135   | 33       | 7        | 24       | 254   | 81    | 12    | 6        | 0     | 9     | 33    | 2     | 8     | 91    | 11       | .264  | .313     | .496     | .807  |
| 1990     | 大洋     | 15    | 60    | 57    | 3     | 11    | 3        | 2        | 0        | 18    | 3     | 0     | 1        | 0     | 0     | 2     | 0     | 1     | 12    | 0        | .193  | .233     | .316     | .549  |
| MLB：1年 | MLB：1年 | 21    | 66    | 62    | 4     | 10    | 2        | 0        | 1        | 15    | 5     | 0     | 0        | 1     | 2     | 1     | 0     | 0     | 9     | 4        | .161  | .169     | .242     | .411  |
| NPB：5年 | NPB：5年 | 533   | 2255  | 2027  | 305   | 601   | 121      | 23       | 119      | 1125  | 389   | 44    | 26       | 0     | 26    | 175   | 31    | 27    | 309   | 37       | .296  | .356     | .555     | .911  |

- 各年度の太字はリーグ最高

### タイトル
NPB
- 本塁打王：1回（1988年）
- 打点王：2回（1987年、1988年）
- 最多安打（当時連盟表彰なし）：1回（1987年）

### 表彰
NPB
- ベストナイン：2回（1987年、1988年）
- 優秀JCB・MEP賞：1回（1989年）

### 記録
NPB初記録
- 初出場・初先発出場：1986年4月4日、対阪神タイガース1回戦（横浜スタジアム）、5番・三塁手として先発出場
- 初打席：同上、2回裏に池田親興の前に凡打
- 初安打・初打点：同上、3回裏に池田親興から適時2点三塁打
- 初本塁打：同上、4回裏に藤原仁から左越2ラン
- 初盗塁：1986年4月13日、対広島東洋カープ2回戦（横浜スタジアム）

NPB節目の記録
- 100本塁打：1989年5月23日、対広島東洋カープ6回戦（平塚球場）、5回裏に長冨浩志からソロ　※史上154人目

NPBその他の記録
- オールスターゲーム出場：1回（1988年）

### 背番号
- 36 (1985年)
- 7（1986年 - 1990年）
- 75（2020年 -）

## 国際大会
- 1979年パンアメリカン競技大会 野球競技 銅メダル（プエルトリコ代表）[12][13]